# PROX
PROX ist ein Fachbegriff aus der Brennstoffzellentechnik. Das Akronym steht für preferential oxidation, das heißt eine bevorzugte Oxidation eines meist gasförmigen Stoffes an einem Katalysator.

## Beispiel Kohlenstoffmonoxid
Die katalytische, präferenzielle Oxidation von Kohlenstoffmonoxid (CO) erfolgt an einem heterogenen Katalysator auf einem keramischen Träger zu Kohlenstoffdioxid (CO2). Als Katalysatoren finden Edelmetalle wie Platin, Platin/Eisen, Platin/Ruthenium, Gold-Nanopartikel Verwendung und neuartige Kupfer-/Cer-Mischoxid-Katalysatoren. Diese Reaktion ist Gegenstand der aktuellen Brennstoffzellenforschung. Bei der Herstellung von Wasserstoff entsteht Kohlenmonoxid. Mit CO verunreinigter Wasserstoff setzt bei der Reaktion in der H2/O2-Brennstoffzelle den Wirkungsgrad herab, da CO an der Platin-Anode adsorbiert wird. Die PROX wird verwendet, um das CO nach der Wassergas-Shift-Reaktion von einer Konzentration im Bereich 0,5–1,5 % aus dem Brenngas auf möglichst unkritische Werte (PEMFC < 10 ppm) abzusenken.
{\displaystyle \mathrm {2\ CO+O_{2}\longrightarrow 2\ CO_{2}} }
Eine Selektivität von 100 % ist bei chemischen Reaktionen jedoch nie möglich.
Die Selektivität S beschreibt das Ausmaß an Nebenreaktionen.
Die entscheidende Konkurrenzreaktion ist die Oxidation von Wasserstoff
{\displaystyle \mathrm {2\ H_{2}+O_{2}\longrightarrow 2\ H_{2}O} }
Nachteil dieser Technologie ist die sehr stark exotherme Reaktion, ein sehr enges Temperaturfenster für optimale Betriebsbedingungen (circa 50 Kelvin) und ein Wasserstoffverlust um einen Prozentpunkt. Es ist eine effiziente Kühlung erforderlich. Um den Wasserstoffverlust und eine weitergehende Verdünnung mit Luft-Stickstoff zu minimieren, wird die Reaktion in aller Regel zweistufig mit einer Zwischenkühlung ausgeführt. Im ersten Reaktor wird ein Sauerstoffüberschuss um Faktor 2 zugegeben und circa 90 % des CO umgesetzt. In der zweiten Stufe wird ein wesentlich höherer Luftüberschuss um Faktor 4 zugegeben um den verbliebenen CO-Anteil auf eine Konzentration < 10 ppm zu senken. Um auch bei Lastwechseln CO-Spitzen zu vermeiden, kann im instationären Betrieb noch eine nachgeschaltete CO-Adsorption notwendig sein. Der apparative und steuerungstechnische Aufwand ist relativ groß. Der Vorteil gegenüber der selektiven Methanisierung ist eine höhere Raumgeschwindigkeit und dadurch kleinere Reaktoren. Für den Fall eines starken Temperaturanstiegs kann einfach die Zuführung von Luft unterbrochen werden.
Der Technische Ursprung für die CO-PrOx liegt in der Ammoniaksynthese. Dort wird auch unbedingt ein weitgehendes CO-freies Synthesegas benötigt, da CO für die dort üblichen eisenbasierten Katalysatoren ein starkes Katalysatorgift ist.